# Von Støckens Plads (Ribe)
Von Støckens Plads er en lille plads i Ribe, hvor gaderne Stenbogade, Sønderportsgade, Hundegade, Vægtergade og Dagmarsgade mødes. Den er opkaldt efter Frederik Von Stöcken
Pladsen er især kendt for at være der hvor Ribes Gamle Rådhus findes.

## Da banken byggede nyt
I 1956 køber Ribe Discontobank Von Støckens Plads 2, med henblik på at opføre en helt ny bygning, til erstatning for den på det tidspunkt værende bygning. Ultimo 1957 kan man dog læse, at det trækker ud med godkendelsen af nedrivningen af den tidligere bygningen, uden at avisen dog er konkret med, hvilken myndighed, der ikke vil godkende.
Medio juni 1958 har grunden nye ejer, Discontobanken stadigvæk udfordringer med nedrivningen. Grønthandler M. Petersen har ikke umiddelbart været til at fraflytte huset, hvorfor nedrivningen endnu ikke er gået i gang.
Endelig i april 1959 gives der tilladelse til nedrivning og november samme år er der grundstensnedlæggelse.
6. november 1960 åbner Ribe Discontobank i de nye lokaler i den nye bygning Von Støckens Plads 2. I bygningens kæder forefindes et moderne boksanlæg. Banken flytter fra de tidligere lokaler på Torvet 7.

## Galleri
- 1904
- Nr 2 huser nu en kiosk og en hæveautomat
- Nr 4
- Rådhus Conditoriet på hjørnet af Hundegade
- Vægtergade 1 danner pladsens østende

## Reference
1. ↑  Dagens Ribe Krønike, Vestkysten 8. januar 1957
2. ↑  Intet Forlag, Vestkysten 12. juni 1958
3. ↑  Vestkysten 10. april 1959
4. ↑  Vestkysten 14. november 1959
5. ↑  Vestkysten 4. november 1960

55°19′40″N 8°45′46″Ø / 55.3277°N 8.7629°Ø